# Grup de la braunita
El grup de la braunita és un grup de minerals de la classe dels silicats, concretament nesosilicats, que cristal·litzen en el sistema tetragonal. El grup està format per cinc espècies minerals: abswurmbachita, braunita, braunita-II, gatedalita i neltnerita.
| Espècie        | Fórmula               |
| -------------- | --------------------- |
| Abswurmbachita | CuMn3+ 6(SiO₄)O₈      |
| Braunita       | Mn2+Mn3+ 6(SiO₄)O₈    |
| Braunita-II    | CaMn3+ 14(SiO₄)O20    |
| Gatedalita     | Zr2+Mn2+ 2Mn3+ 4SiO₁₂ |
| Neltnerita     | CaMn3+ 6(SiO₄)O₈      |

Segons la classificació de Nickel-Strunz els minerals que integren aquest grup pertanyen a "09.AG: Estructures de nesosilicats (tetraedres aïllats) amb anions addicionals; cations en coordinació > [6] +- [6]» juntament amb els següents minerals: långbanita, malayaïta, titanita, vanadomalayaïta, natrotitanita, cerita-(Ce), cerita-(La), aluminocerita-(Ce), trimounsita-(Y), yftisita-(Y), sitinakita, kittatinnyita, natisita, paranatisita, törnebohmita-(Ce), törnebohmita-(La), kuliokita-(Y), chantalita, mozartita, vuagnatita, hatrurita, jasmundita, afwillita, bultfonteinita, zoltaiïta i tranquillityita.
La parwelita és un fosfat de fórmula Mn10Sb₂As₂Si₂O24 que es troba estructuralment relacionada amb aquest grup.
Als territoris de parla catalana ha estat descrita la braunita a la cova des Pas de Vallgornera, situada al municipi de Llucmajor, a Mallorca (Illes Balears).